# (776) Berbericia
(776) Berbericia est un astéroïde de la ceinture principale découvert par Adam Massinger à Heidelberg le 24 janvier 1914. Il a été nommé en l'honneur de Adolf Berberich (1861-1920), un astronome allemand,.
À la fin des années 1990, un réseau d'astronomes du monde entier ont rassemblé des courbes de lumière qui ont finalement permis de déduire la vitesse de rotation et la forme générale de 10 nouveaux astéroïdes, dont (776) Berbericia,.
Richard Binzel et Schelte J. Bus enrichirent encore la connaissance de cet astéroïde lors d'un relevé dans le visible publié en 2003. Ce projet appelé Small Main-belt Asteroid Spectroscopic Survey, Phase II ou SMASSII, s'appuya sur une précédente étude des astéroïdes de la ceinture principale. Les données spectrales dans le domaine visible (0,435-0,925 micromètres) furent collectées entre août 1993 et mars 1999.